# Sigüés
Sigüés es un municipio español del partido judicial de Ejea de los Caballeros, provincia de Zaragoza. Pertenece a la comarca de la Jacetania, en la comunidad autónoma de Aragón. Es uno de los cuatro municipios zaragozanos, junto a los vecinos Salvatierra de Esca, Artieda y Mianos, que formaban parte de la comarca Prepirineo y tras la nueva comarcalización aprobada en 1996 son parte de la Jacetania. 
Su término municipal incluye los antiguos términos de Asso-Veral desde 1845, Escó y Tiermas desde 1970, así como la parte septentrional del término de Ruesta -que comparte con Urriés. Buena parte de sus tierras están anegadas por el embalse de Yesa. También se incluyen las pardinas de Miramón y Rienda.
Se encuentra a orillas del río Esca y, por lo tanto, podría llegar a considerarse como el primer pueblo del Valle de Roncal, aunque en la práctica nunca es así, ya que el valle pertenece a la provincia de Navarra. Está situado en una pequeña y fértil llanura entre el embalse de Yesa al sur, la sierra de Leyre (conocida como sierra de Oil en Sigüés) y la sierra de Orba al norte y la sierra de Nobla al sur. La vegetación que se vislumbra pequeños restos de carrascales, coscojeras, artos, sabinas y enebros, entre otros. 
Por él transcurre la carretera provincial A-137, que va desde el cruce con la N-240 en Venta Carrica, en el propio término de Sigüés, hasta Isaba en Navarra, ya convertida en la NA-137. La A-21 (Autovía del Pirineo), operativa en varios tramos, que une este pueblo con Pamplona, Jaca y Lérida. Este municipio dispone de un bar y una oficina de turismo.
La distancia por carretera respecto a Zaragoza es de unos 165 km, con Jaca de unos 50 km y con Pamplona de 68 km.

## Toponimia
Probablemente el nombre del lugar deriva de Seiossu, con el significado de ‘villa propiedad de una persona llamada Seius’.

## Historia

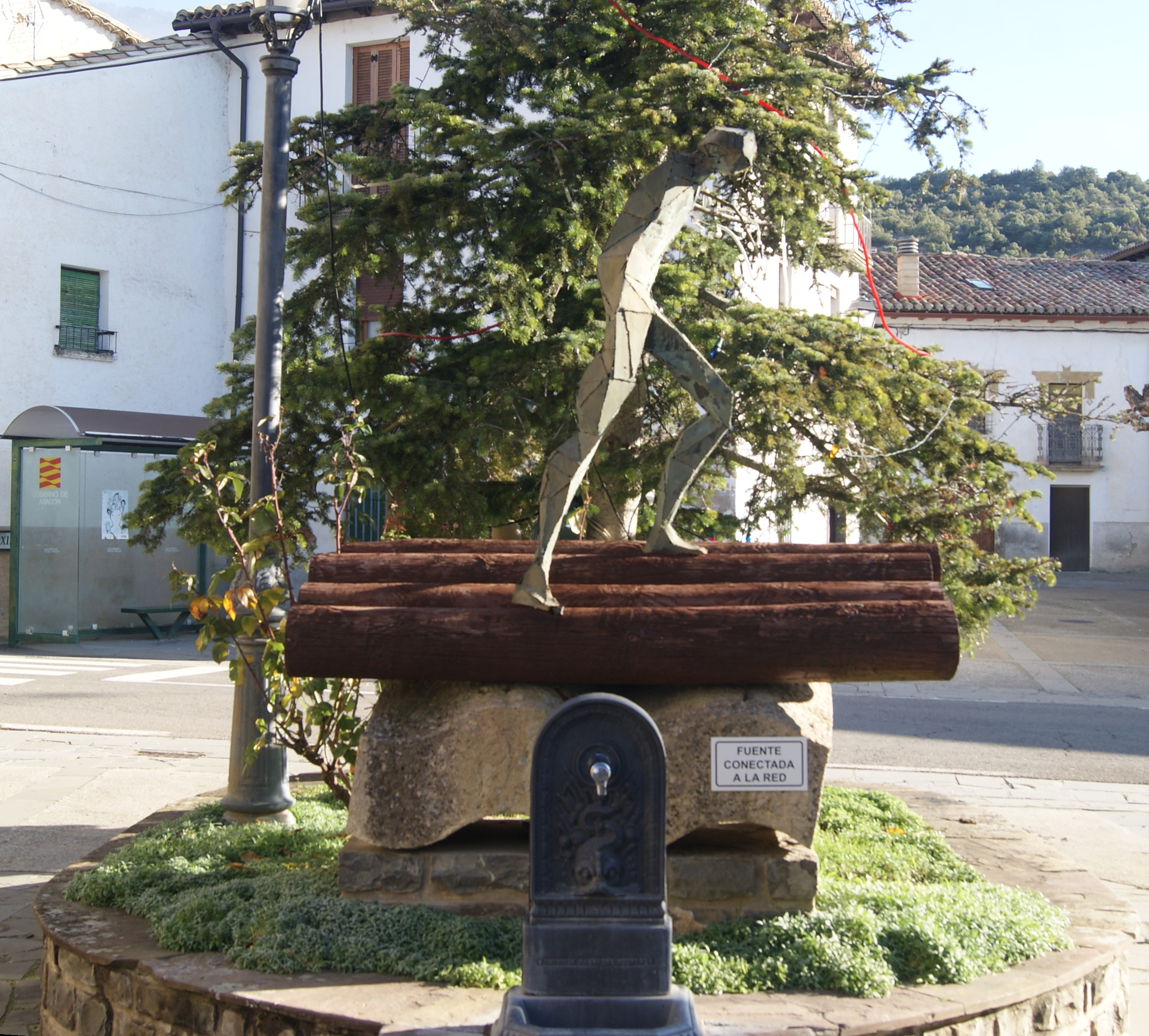
Sigüés, al almadiero

El pasado de la actual Sigüés es, si cabe, la suma del pasado de muchos de los términos que ahora ha pasado a componerla: Sigüés, Escó, Tiermas, Aso-Veral, Miramón y Rienda. Aunque con el nombre de Sios, es mencionado en el 1016 según recoge un documento del Cartulario de San Juan de la Peña datado en esa fecha. Igualmente, Aso-Veral ya es citado previamente en otro del 912. Escó aparece citado por primera vez a finales del 1047 en la documentación del Monasterio de Leyre. Rienda, que en 1219 aún era pueblo, parece que se despobló ya a finales del siglo XIII.
Por Sigüés pasaban tres rutas del Camino de Santiago: una a cada lado del río Aragón y una tercera que, desde Francia, bajaba por el valle de Roncal. Tuvo por ello un hospital para peregrinos, llamado de Santa Ana, fundado por Don Sancho de Pomar. Es por su pasado jacobeo por lo que su casco urbano está declarado conjunto de interés del Camino de Santiago (BOA 7 de octubre de 2002).
Como salida natural del Valle de Roncal, es sitio de paso de los almadieros que circulaban por el Río Esca y, en recuerdo a ellos, tiene un monumento en el centro de la localidad. 
También en esta localidad nació el boxeador Ignacio Ara, campeón de España y de Europa, varias veces aspirante al título mundial de peso medio.

## Demografía
Sigüés cuenta con una población de 70 habitantes (INE 2024).
| Gráfica de evolución demográfica de Sigüés entre 1842 y 2021 |
| |
| Población de derecho según los censos de población del INE Población de hecho según los censos de población del INEEn este censo se denominaba Sigüés y Rienda: 1842 Entre el censo de 1857 y el anterior, crece el término del municipio porque incorpora a 505003 (Assó Veral) Entre el censo de 1970 y el anterior, crece el término del municipio porque incorpora a 50503 (Escó) y 50511 (Tiermas) |

Es junto a Mianos uno de los municipios cuya población, durante el siglo XX, ha disminuido en más del 80%.

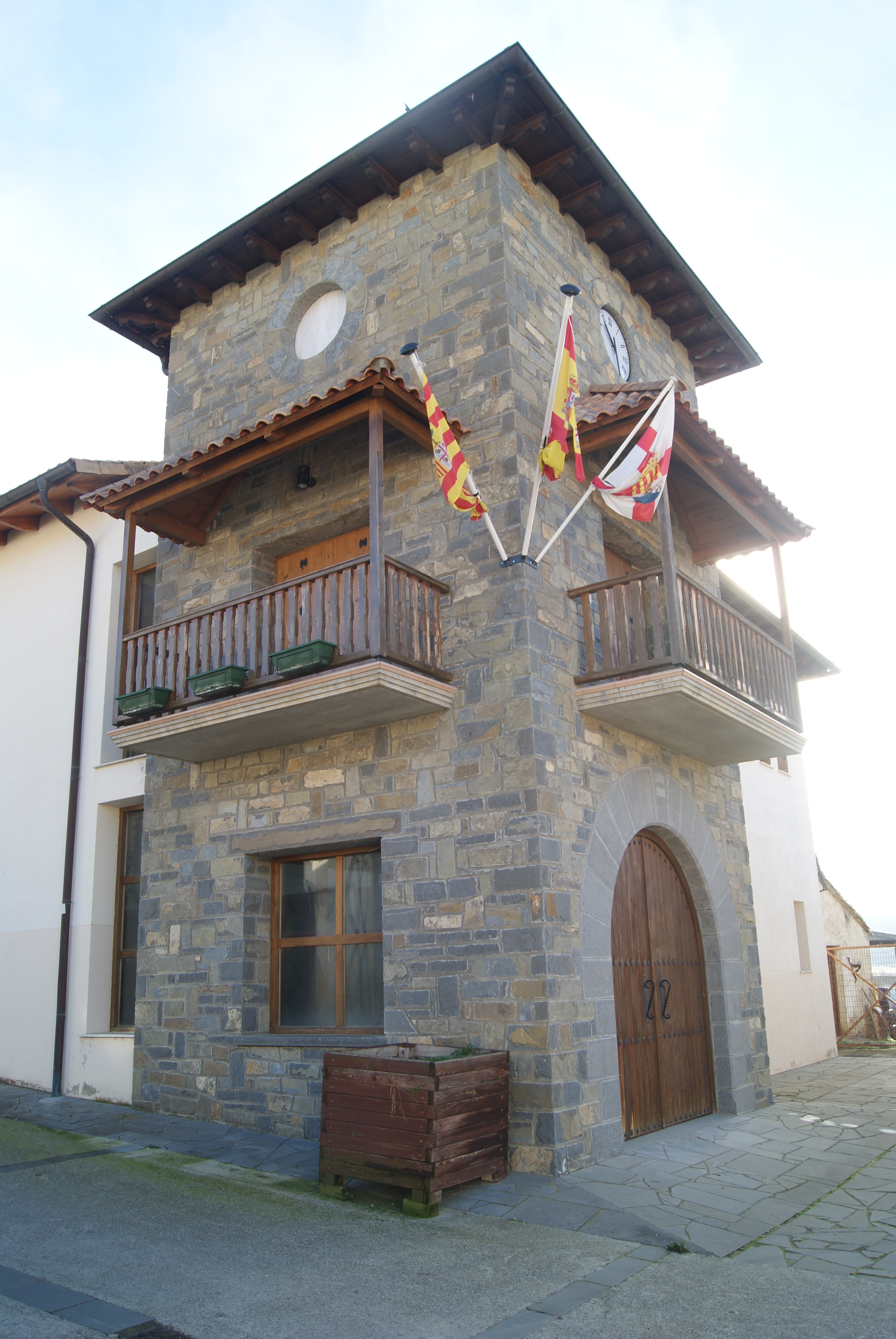
Ayuntamiento de Sigüés

## Administración y política
| Período   | Alcalde                 | Partido |
| --------- | ----------------------- | ------- |
| 1979-1983 | Daniel Salinas Samitier | UCD     |
| 1983-1987 | Daniel Salinas Samitier | PAR     |
| 1987-1991 | Daniel Salinas Samitier | PAR     |
| 1991-1995 | Daniel Salinas Samitier | PAR     |
| 1995-1999 | Daniel Salinas Samitier | PAR     |
| 1999-2003 | Daniel Salinas Samitier | PAR     |
| 2003-2007 | Daniel Salinas Samitier | PAR     |
| 2007-2011 | Daniel Salinas Samitier | PAR     |
| 2011-2015 | Daniel Salinas Samitier | PAR     |
| 2015-2019 | Eduardo Abadía Mainer   | PAR     |
| 2019-2023 | Eduardo Abadía Mainer   | PAR     |

| Partido político    | Partido político                                   | 2019   | 2015   | 2011   | 2007   | 2003   |
| Partido político    | Partido político                                   | Ediles | Ediles | Ediles | Ediles | Ediles |
|                     | Partido Aragonés (PAR)                             | 3      | 4      | 5      | 5      | 5      |
|                     | Partido Popular de Aragón (PP)                     | 0      | 1      | 0      | 0      | 0      |
|                     | Partido de los Socialistas de Aragón (PSOE-Aragón) | 0      | 0      | 0      | 0      | 0      |
|                     | Chunta Aragonesista (CHA)                          | —      | 0      | —      | 0      | —      |
|                     | Izquierda Unida (IU)                               | —      | 0      | 0      | —      | —      |
| Total de concejales | Total de concejales                                | 3      | 5      | 5      | 5      | 5      |

### Patrimonio arquitectónico

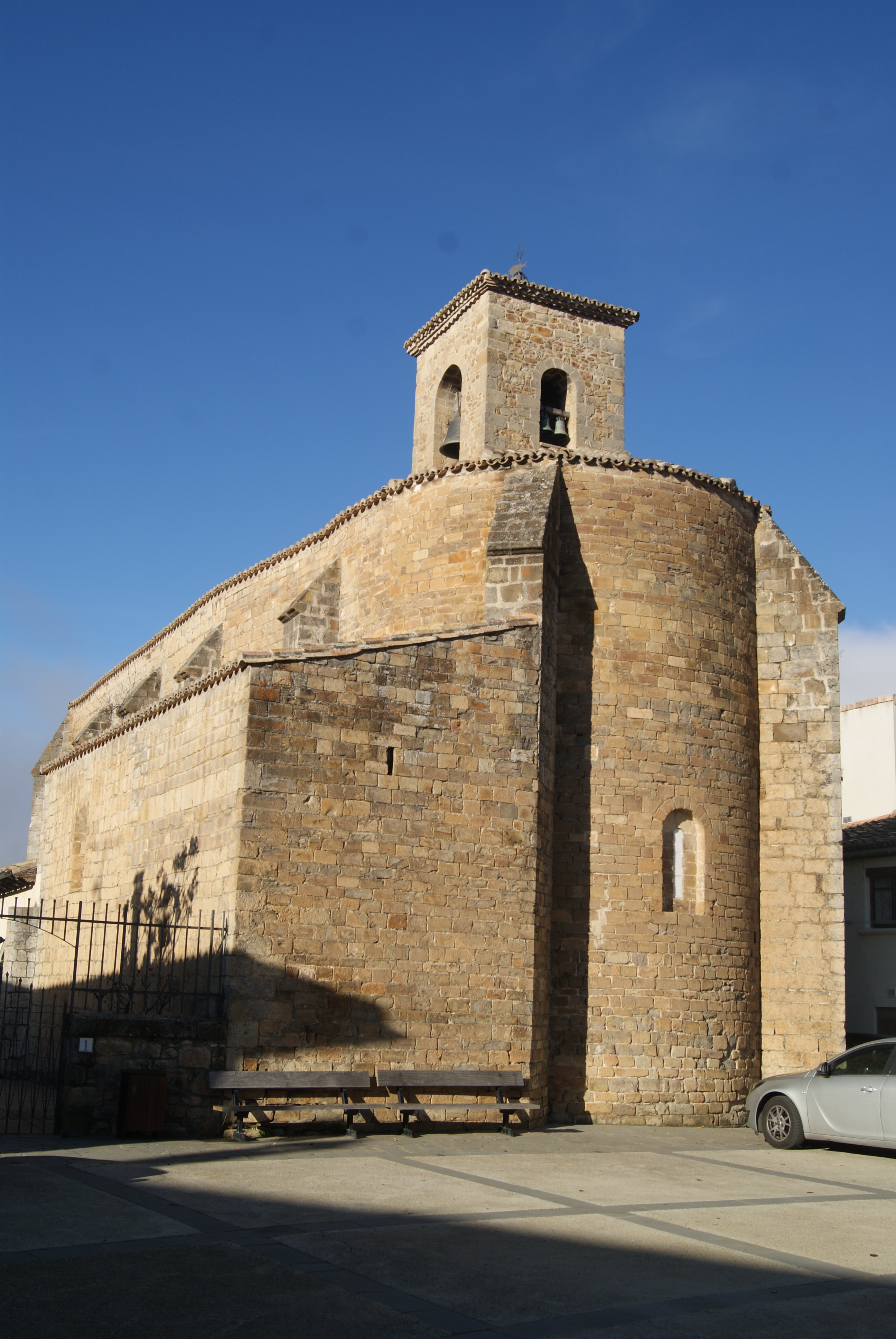
Iglesia de San Esteban

Quedan restos del recinto amurallado, Palacio de los Señores, antiguo Hospital de Santa Ana, interesantes edificaciones civiles y la iglesia románica del siglo XI:
- Iglesia de San Esteban, declarada Bien de Interés Cultural el 21 de noviembre de 2001.
- Torre de los Pomar, declarado Bien de Interés Cultural el 22 de  mayo de 2006, también conocido como Casa Palacio.
- Hospital de Santa Ana, conocida ahora como Casa La Venta.[20]
- Ermita de San Juan.